# Hunda
Hunda es una isla deshabitada en el archipiélago de las Orcadas en Escocia.
Está situada a 10 millas al sur de Kirkwallen, en el Océano Atlántico.
Tiene una extensión de 100 hectáreas y se eleva a 42 metros sobre el nivel del mar. Está situada en el Scapa Flow y conectada a la cercana isla de Burray por una calzada construida en 1941 para detener el paso de pequeñas embarcaciones de superficie como parte de las defensas del boom, y de ahí a la tierra firme de las Orcadas a través de las Barreras de Churchill.
El nombre deriva del nórdico antiguo para "isla de los perros". Los vikingos hicieron de las Islas Orcadas su cuartel general para sus expediciones contra Escocia y Noruega, y las islas estuvieron bajo el dominio de los condes nórdicos hasta 1231. La isla es rica en aves y contiene una cantera en desuso. Una pequeña ensenada en los acantilados del norte se conoce como "Sunless Geo".
Hunda se utiliza actualmente para criar ovejas y cabras para la lana.